# Pashokia
Pashokia is een geslacht van hooiwagens uit de familie Assamiidae.
De wetenschappelijke naam Pashokia is voor het eerst geldig gepubliceerd door Roewer in 1927. 

## Soorten
Pashokia omvat de volgende 6 soorten:
- Pashokia laeviscutum
- Pashokia maxima
- Pashokia mutatrix
- Pashokia rufa
- Pashokia silhavyi
- Pashokia yamadai